# Xavier Terrasa García
Xavier Terrasa García (Calvià, 1979) és un escriptor, investigador i divulgador mallorquí.
És llicenciat en Història per la Universitat de Barcelona (UB) (2003) i Màster en Gestió Cultural per la Universitat Oberta de Catalunya (UOC) (2021). Els seus treballs s'han centrat en la investigació i divulgació del patrimoni històric de Mallorca, centrant-se especialment a Palma i Calvià. La seva tasca envers el patrimoni històric va començar l’any 2000 en participar en diverses campanyes d'excavació als jaciments arqueològics del Túmul de Son Ferrer i el Puig de sa Morisca, tots dos ubicats al municipi de Calvià.Des de 2006 treballa com a gestor cultural d'ARCA (Associació per a la Revitalització dels Centres Antics).

## Obres

### Llibres
- Aproximació a la finca pública de Galatzó. Calvià: Ajuntament de Calvià, 2008 ISBN 84-95065-22-3[3]
- Calvià : Imágenes del pasado. Madrid: Ediciones Amberley, 2009 ISBN 978-84-936930-08
- Calvià a través del tiempo. Madrid: Ediciones Amberley, 2010 ISBN 978-84-92734-23-8
- Guia del patrimoni històric al recorregut del tram tren Manacor-Artà. Govern de les Illes Balears, 2011 DL PM 1033-2011[4]
- Viatge històric per Calvià. Calvià : Ajuntament de Calvià, 2011 ISBN 978-84-95065-36-0 (Premi Rei En Jaume d’Investigació 2010)
- El patrimonio desaparecido de Palma. Madrid: Temporae, 2011 ISBN 978-84-939440-2-5
- Así era El Molinar. Madrid: Temporae, 2012 ISBN 978-84-939440-8-7
- Palma. Ayer y hoy de su patrimonio. Madrid: Flashback Ediciones, 2013 ISBN 978-84-941768-2-1
- Història del futbol a la vila de Calvià. Calvià: Ajuntament de Calvià, 2015 DL PM 150-2016
- Així era el Terreno : Imatges d'ahir. Palma: Illa Edicions, 2017 ISBN 978-84-947890-0-7
- El carrer dels Oms : De tallers de manufactura a comerciants. Palma: Documenta Balear, 2021 ISBN 978-84-18441-46-2[5]

### Articles
A més, ha estat ponent habitual de les Jornades d'Estudis Locals de Calvià amb les comunicacions següents:
- Els ingressos parroquials al segle XIX (I Jornades d’Estudis Locals, 2003)
- Viatgers a Calvià al segle XVIII (II Jornades d’Estudis Locals, 2008)
- Els molins de Calvià (III Jornades d’Estudis Locals, 2017)
- L'intent d'arribada del ferrocarril a Calvià: un projecte frustrat (V Jornades d'Estudis Locals, 2021)